# Distretto di Bingöl
Il distretto di Bingöl (in turco Bingöl ilçesi) è uno dei distretti della provincia di Bingöl, in Turchia.